# Pascal Vuong
Pascal Vuong est un réalisateur et producteur français d'origine vietnamienne, né le 6 mars 1960 à Paris.

## Biographie
Il obtient son diplôme d'architecte (DPLG) à Versailles en 1986 et réalise son premier film, The Invisible Man in Blind Love, pour lequel il reçoit le Premier Prix Fiction Imagina en 1991 à Monaco. Il sera ainsi le premier français à succéder à John Lasseter, vainqueur des prix Fiction les années précédentes. Il est considéré aujourd'hui comme l'un des spécialistes mondiaux de l'image grand format et réalise des documentaires diffusés dans le monde entier, dans les salles IMAX notamment.
En 2004, il fonde la société N3D LAND et réalise Monstres des abysses qui sort en avril 2005, pour le centenaire de la mort de Jules Verne. Il obtient pour ce film le Prix des Effets Spéciaux au Festival Mondial de l'image sous-marine.
En 2010, il produit et réalise SeaRex (OcéanoSaures en VF), un film de 42 minutes en IMAX 3D, pour lequel il obtient 7 prix internationaux, dont le Best Earth Sciences Program au Jackson Hole Wildlife Film Festival 2011 (WY, USA).
Depuis son enfance, Pascal Vuong est passionné par les avions de la seconde guerre mondiale, aussi en 2014 pour le 70e anniversaire du Débarquement en Normandie, il sort D-Day, Normandie 1944, un film IMAX 3D de 42 minutes, pour lequel il obtient de nombreux prix et distinctions à travers le monde, dont meilleure musique (composée par Franck Marchal) et meilleur Sound-design. Un film qui nécessitera des mois de préparation, une équipe et des moyens très importants et la collaboration de Tom Brokaw pour la version anglaise et François Cluzet pour la version française
.
En mars 2015, Bertrand Piccard et André Borschberg se lancent dans la formidable aventure du tour du monde de Solar Impulse 2. En 2018, Pascal Vuong réalise et produit Planet Power, un film IMAX de 40 minutes sur l'histoire de l'électricité et les enjeux climatiques, avec en toile de fond l'épopée de Solar Impulse.

## Filmographie
- 1991 : The Invisible Man in Blind Love
- 1993 : Stand By Me
- 2005 : Monstres des Abysses
- 2010 : SeaRex
- 2014 : D-Day, Normandie 1944
- 2018 : Planet Power

## Distinctions
- Best 3D Film au Blue Ocean Film Festival 2012 pour Searex
- Best 3D Documentary aux International 3D Society-Europe Creative Awards 2012
- Best Score pour DDay Normandy 1944 - GSCA Toronto 2014 [7]
- Best Sound-design pour DDay Normandy 1944 - GSCA Toronto 2014
- Best documentary pour DDay Normandy 1944 - 3D Society-Los Angeles Awards 2016
- Best sound au Blue Ocean Film Festival 2017
- Lumiere award Best feature documentary 2018 for Planet Power
- Advanced Imaging Society Best sound 2019 for Planet Power